# راي آن بي فيفر
راي آن بي فيفر (بالفرنسية: Raï'n'B Fever)‏ هي فرقة جزائرية–فرنسية متخصصة في مزج موسيقى الراي، الآر أند بي والهيب هوب. تم تأسيس الفرقة سنة 2004 من قبل منسقي الأغاني دي جي كور ودي جي سكالب، اللذين أصبحا في غضون سنوات أشهر منتجي هذا النوع الموسيقي. اسم المجموعة كما يدل، هو مزيج من نمطي الموسيقى الراي والآر أند بي. تضم المجموعة مجموعة واسعة من الفنانين والمغنين المشهورين.
شارك العديد من المغنين والفرق من مختلف الجنسيات في آداء أغاني الفرقة على غرار فرقة 113، عبد الحفيظ الدوزي، آمال بنت، إميري، أمين، بيغ علي، بلال، بلطي، الشاب بلال، الشاب مامي، شابة ماريا، ديامس، الشاب فضيل، إدير، كمال اونسيا، كيلي رولاند، كنزة فرح، الشاب خالد، لالجيرينو، لا فوين، لاكريم، ليزلي، مات بوكورا، ماجيك سيستم، محمد لامين، موكوبي، نجيم، بيتبول، رضا الطلياني، ريكي مارتن، سكسيون داسوت، شاغي، سينيك، سفيان، فيتا والشابة الزهوانية.